# Aimeric de Péguilhan
Aimeric lub Aimery de Peguilhan, Peguillan, lub Pégulhan (ur. ok. 1170 w Péguilhan niedaleko Saint-Gaudens, zm. ok. 1230) – trubadur. Najlepsze czasy jego twórczości przypadały na lata 1190–1221.
Był synem sprzedawcy ubrań. Jego pierwszym patronem był Rajmund V z Tuluzy, później jego syn Rajmund VI z Tuluzy. Aimeric musiał jednak uciekać przed wojną albigeńską i wyjechał do Hiszpanii. Spędził 10 lat w Lombardii. Mówi się powodem jego wyjazdu może być miłość do sąsiadki poznanej podczas pobytu w Tuluzie.
Aimeric skomponował co najmniej pięćdziesiąt prac, z czego sześć przetrwało:
- Atressi•m pren com fai al jogador
- Cel que s’irais ni guerrej’ ab amor
- En Amor trop alques en que•m refraing
- En greu pantais m’a tengut longamen
- Per solatz d’autrui chan soven
- Qui la vi, en ditz

Większość jego dzieł to było canso, ale można wśród nich znaleźć nieliczne tenso.